# Розщеплення циклу
Розщеплення циклу (англ. loop splitting) — оптимізація компілятора, яка намагається спростити цикл або усунути залежності в циклі, розбивши його на кілька частин, що мають одне і те саме тіло циклу і різні діапазони лічильника.

Розглянемо, наприклад, такий код:
```
int
 
p
 
=
 
10
;

for
 
(
int
 
i
=
0
;
 
i
<
10
;
 
++
i
)

{

 
y
[
i
]
 
=
 
x
[
i
]
 
+
 
x
[
p
];

 
p
 
=
 
i
;

}

```

Зауважимо, що p = 10 лише для першої ітерації, а для всіх інших ітерацій p = i - 1. Компілятор може скористатися цим, розмотавши (або «відщепивши») першу ітерацію циклу.

Після застосування оптимізації код стане таким:
```
y
[
0
]
 
=
 
x
[
0
]
 
+
 
x
[
10
];

for
 
(
int
 
i
=
1
;
 
i
<
10
;
 
++
i
)

{

 
y
[
i
]
 
=
 
x
[
i
]
 
+
 
x
[
i
-1
];

}

```

Новий код рівносильний попередньому, проте усуває необхідність у змінній р всередині тіла циклу.
Вперше ця оптимізація з'явилася в GCC версії 3.4. Більш узагальнене розщеплення циклу додано в GCC 7.